# Lomanotus phiops
Lomanotus phiops is een slakkensoort uit de familie van de Lomanotidae. De wetenschappelijke naam van de soort is voor het eerst geldig gepubliceerd in 1957 door Er. Marcus.